# Ван Сюаньцэ
Ван Сюаньцэ́ (кит. упр. 王玄策, пиньинь Wáng Xuáncè) — дипломат империи Тан в VII веке, родился в городе Лоян, который тогда был второй столицей страны. Ван Сюаньцэ 4 раза был с дипломатической миссией в Индии.

## Глава области
Ван Сюаньцэ был главой области Жунчжоу (融州).

## Заместитель посла
В 641 году (15 год правления под девизом «Чжэньгуань», 貞觀十五年) Харша Шильдитье (Harsha Sīlāditya), князь династии Харша в Магадхе (Северная Индия) отправил посла ко двору Империи Тан.
В 643 году (17 год правления под девизом «Чжэньгуань», 貞觀十七年), император династии Тан Тай-цзун Ли Шиминь решил отправить дипломатическую миссию в Индию во главе с Ли Ибяо (кит. упр. 李義表, пиньинь Lǐ Yìbiǎo), его помощником был назначен Ван Сюаньцэ, для которого это было его первое путешествие в Индию.

## Легенда[1][2]
В 647 году танский император Тай-цзун послал Ван Сюаньцэ в Индию в должности главы делегации. Тот достиг Индии весной следующего, 648 года, но почти в то же время в Магадхе старый царь Харша Шильдитье умер и его канцлер Арджуна (Arunasva) произвёл переворот и сам стал царём, после чего послал своих людей, чтобы они напали на китайскую делегацию. Индийцы схватили почти всех членов делегации, но Вану и его помощнику Цзян Шижэнь (кит. трад. 蒋師仁, пиньинь Jiǎng Shīrén) удалось скрыться.
Ван Сюаньцэ решил отомстить этому мятежнику и помочь наследнику старого царя. Ван Сюаньцэ и Цзян Шижэнь поехали в Тибет и Непал, где встретились с Сонгцен Гампо и Нарендра Дева (Narendra-deva) и взяли у них 8200 солдат (Тибет — 1200, Непал — 7000 всадников). Затем Ван Сюаньцэ возглавил это войско и вернулся в Магадху. Войска Вана разбили мятежников в течение трех дней, Арджуна бежал из столицы, но был схвачен и позже пленником доставлен в Китай. Ван Сюаньцэ нашёл наследника и помог ему стать новым царем, после чего распустил войско и вернулся с делегацией Индии в Китай.

## Третье и Четвертое путешествия в Индию
Во время своих последующих путешествий Ван Сюаньцэ ввёз в Китай непальский шпинат и индийскую технологию тростникового сахара.